# Academia Militar de Bruselas
La Academia Militar de Bruselas fue un centro de enseñanza especializado en la formación de oficiales del Ejército de los Países Bajos Españoles. Su único director fue el ingeniero militar español Sebastián Fernández de Medrano.
La Academia Militar de Bruselas se fundó en 1675 a instancias del Gobernador de los Países Bajos, D Carlos de Aragón de Gurrea y de Borja, noveno duque de Villahermosa, con la finalidad de corregir el déficit de artilleros e ingenieros de los Tercios españoles. Recibía todos los años treinta oficiales alumnos y otros treinta soldados cadetes de los diversos tercios y regimientos. Había también un número indeterminado de oyentes, que accedían a la Escuela mediante becas concedidas por los gobernadores y que adquirían los mismos derechos que los alumnos. Por lo que se refiere al plan de estudios, los oficiales estaban en el centro dos años, y los cadetes, tres. 
El plan de estudios de la Academia incluía estudios de geometría, fortificación, artillería y geografía. Los alumnos más aventajados permanecían un año más, durante el que estudiaban fortificación, dibujo, geometría especulativa y navegación. Al terminar este año suplementario recibían el título de Ingeniero o Arquitecto Militar y no debían retornar a sus regimientos de origen. El más conocido de los alumnos de la Academia Militar de Bruselas fue Jorge Próspero de Verboom, destacado ingeniero militar español durante el reinado de Felipe V.
En la Academia Militar de Bruselas las clases se daban en español, neerlandés y francés, lengua esta mayoritaria en la oficialidad del ejército de los Países Bajos españoles.
La Academia Militar de Bruselas fue disuelta en 1705. Se puede decir que su continuación fue la Real Academia Militar de Matemáticas y Fortificación, fundada por Jorge Próspero de Verboom, en  Barcelona en 1720. Ambas están consideradas como los antecedentes de la Academia General Militar y de la Academia del Arma de Ingenieros.